# Thomson SpeedTouch 330

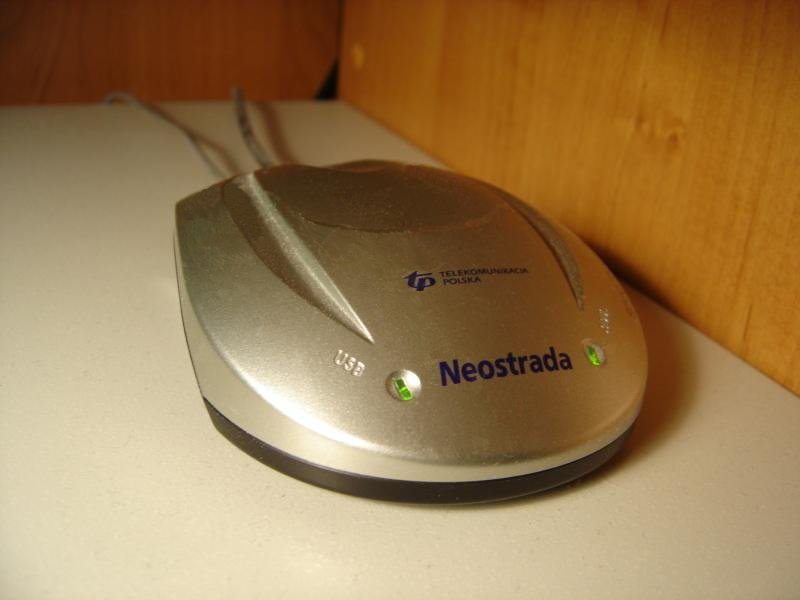
Thomson SpeedTouch 330 (srebrny)

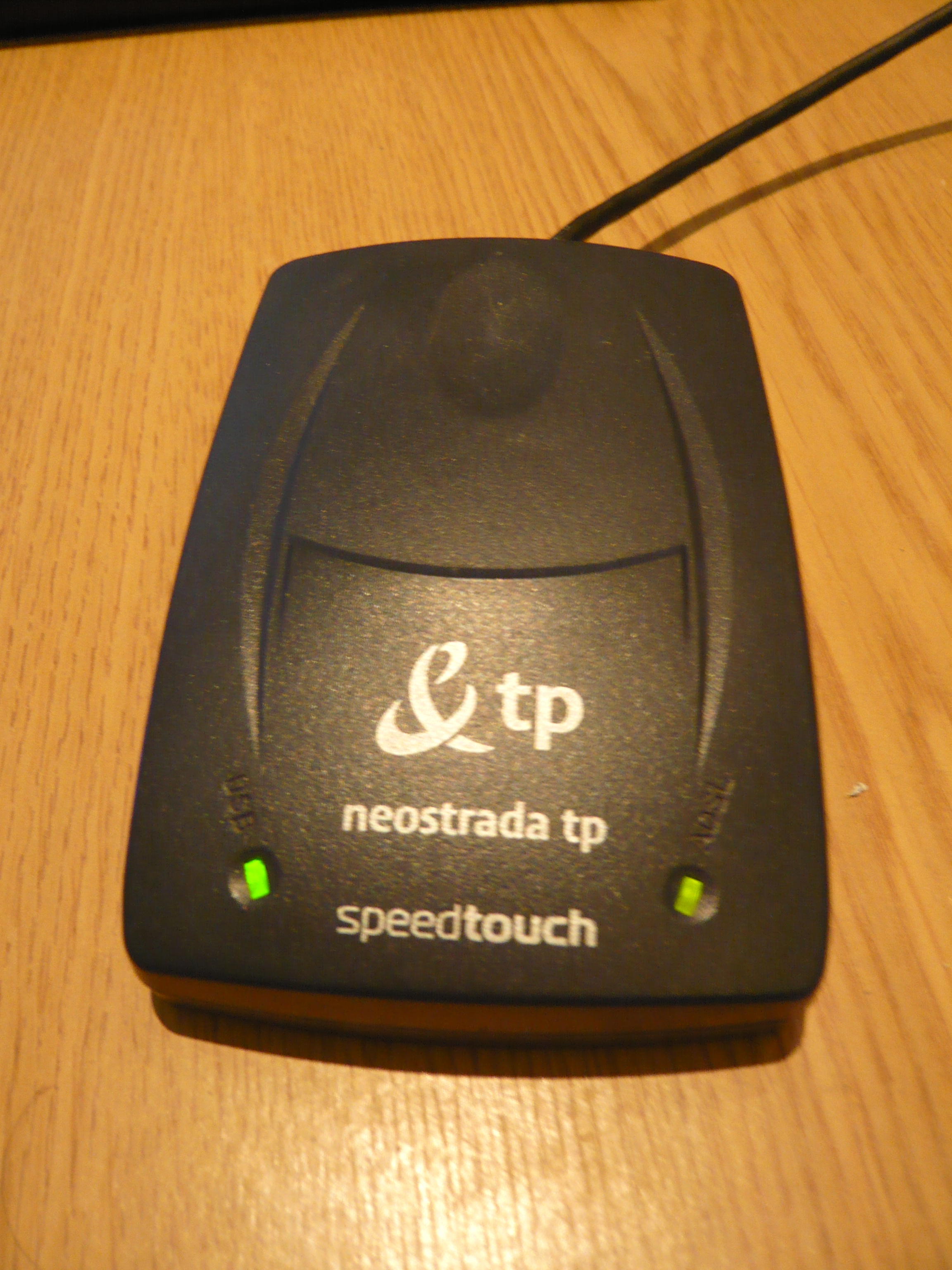
Thomson SpeedTouch 330 (czarny)

Thomson SpeedTouch 330 – modem działający w technologii ADSL. Wykorzystywany przez takie firmy jak TPSA (Neostrada), Netia (Szybki Internet), MNI (InterNeo), Multimedia Polska S.A. Istnieją dwie wersje kolorystyczne modemu, starsza srebrna oraz czarna.

## Parametry techniczne
- Interfejs:
  - Do komputera - USB
  - Do WAN - RJ-11
- Wymiary: 25 x 110 x 70 mm
- 2 diody informacyjne:
  - ADSL - synchronizacja
  - USB - zasilanie
- - Download: 8 Mb/s
Przy standardowych ustawieniach sterowników jest ograniczenie prędkości synchronizacji do 3072 kb/s związane z trybem transmisji USB: BULK. W celu uzyskania większych prędkości należy przełączyć metodę transferu USB z BULK na ISO w aplikacji "SpeedTouch USB Diagnostics", zakładka "USB". Warto dodać, że ustawienie BULK/ISO dotyczy transmisji na kablu USB pomiędzy komputerem a modemem USB. Dlatego bezsensownym jest włączenie trybu ISO gdy wykupione łącze ADSL jest o mniejszej przepustowości niż 4 Mb/s, gdyż modem zarezerwuje dla siebie pasmo transmisji USB, którego nie będzie w stanie w pełni wykorzystać. Efektem takiej nadmiarowej rezerwacji pasma USB dla modemu może być spowolnienie lub brak reakcji innych urządzeń USB dla których już nie starczy wolnego pasma USB.
  - Upload: 832 kb/s
- Przy USB 2.0 modem może osiągać maksymalny transfer do 8 Mb/s
- Obsługiwane platformy:
  - Microsoft Windows 98, 98SE, 2000, ME, XP, Vista i 7
  - Mac OS 8.6, 9 i X (brak sterowników do komputerów z procesorami Intela)
  - Linux (oparte na jądrze 2.4 i wyższych)
  - BSD (FreeBSD/OpenBSD/NetBSD)
- Obsługiwane protokoły WAN
  - Bridged Ethernet over ATM (RFC 2684 ↓)
  - PPPoA (RFC 2364 ↓)
  - PPPoE (RFC 2516 ↓)
  - ADSL (ANSI, G.dmt, G.lite (wybór automatyczny i ręczny)